# Ivan Rozić
O. Ivan Rozić je bio hrvatski franjevac, mučenik i "mogući zagovornik pred Bogom". Obješen je u Vrgorcu.
O njegovom je životu knjigu napisao fra Leonard Bajić i objavio 1928. godine. Djelo je napisao radi toga da se digne iz zaborava "fratra mučenika koga su Turci posjekli". Naglasio je da ga najviše i zanima "što ovoga fratra svijet drži mučenikom i svecom, i da je na njegov zagovor Bog udijelio i danas još dijeli velike čudesne milosti ozdravljenja". Bajić je istakao da "mnoge naše svete duše, koje još uvijek, radi naše nemarnost, ostaju nepoznate" zasjaju pred nama, a na temelju njihove svetosti mnogi će "osjetiti pobudu, da u svojim duševnim i obiteljskim potrebama [...] zauhvano se obrate mučeniku O. Ivanu Roziću."
Knjiga je bila dijelom Bajićeva projekta kojim je poradio na problemu što domaća svetost u Hrvata nije poznata i što je u Hrvata nedostajalo ljudi koji bi hrvatsku "hagiografiju" istraživali i javnosti je dolično predstavili. U tom je pravcu Bajić obradio "male, ali svete osobe" te svetost tih osoba predočiti široj javnosti kao sastavni dio kršćanskog življenja u Hrvata.

## Smrt i štovanje
Ubili su ga Osmanlije mučenjem, na Žbarama kod Vrgorca objesivši ga o konop svezan za stablo. Na mjestu njegova mučeništva podignuta je crkvica 1926. godine. Njegov grob su častili brojni vjernici iz Dalmacije, Hercegovine i Bosne, a kosti su mu 1960. prenesene u župnu crkvu u Vrgorcu.

## Djela o njemu
- fra Leonard Bajić: O. Ivan Rozić, franjevac, mučenik i mogući zagovornik pred Bogom, Tisak i naklada tiskare "Kačić", Šibenik, 1928.
- Duhovni život II/1930., 4, 272. Tko je bio fra Ivan Rozić, vrgorski mučenik? Vidi: K. Jurišić, Katolička Crkva na biokovsko-neretvanskom području u doba turske vladavine, KS, Zagreb, 1972., 239-241;
- V. Vrčić, Mučenik fra Ivan Rozić, u Tavelić XVI/1976., 4, 95-97.